# Wybory parlamentarne w Republice Zielonego Przylądka w 2016 roku
Wybory parlamentarne w Republice Zielonego Przylądka w 2016 roku – odbyły się w Republice Zielonego Przylądka 20 marca 2016 roku. Rządząca Afrykańska Partia na rzecz Niepodległości Zielonego Przylądka straciła większość parlamentarną na rzecz Ruchu dla Demokracji.

## System wyborczy
Wybrano 72 członków Zgromadzenia Narodowego w 16 wielomandatowych okręgach wyborczych i zgodnie z ordynacją proporcjonalną. W okręgach wybierano od 2 do 15 parlamentarzystów. Głosy przekładały się na miejsca zgodnie z metodą D’Hondta.

## Wyniki
| Partia                                                               | Głosy   | %      | Miejsca | Zmiana |
| -------------------------------------------------------------------- | ------- | ------ | ------- | ------ |
| Ruch dla Demokracji                                                  | 122 281 | 54,48  | 40      | +8     |
| Afrykańska Partia na rzecz Niepodległości Zielonego Przylądka        | 86 078  | 38,16  | 29      | –9     |
| Unia Niepodległościowa i Demokratyczna Republiki Zielonego Przylądka | 15 488  | 6,87   | 3       | +1     |
| Partia Ludowa                                                        | 777     | 0,34   | 0       | –      |
| Partia Socjaldemokratyczna                                           | 232     | 0,10   | 0       | 0      |
| Partia Pracy i Solidarności                                          | 107     | 0,05   | 0       | 0      |
| Głosy nieważne                                                       | 3 774   | –      | –       | –      |
| Razem                                                                | 229 337 | 100    | 72      | 0      |
| Zarejestrowanych wyborców                                            | 347 22  | 347 22 | 347 22  | 347 22 |
| Frekwencja                                                           | 65,97%  | 65,97% | 65,97%  | 65,97% |
| Źródło: CNE                                                          |         |        |         |        |